# Henryka Mościcka-Dendys
Henryka Joanna Mościcka-Dendys (ur. 3 lipca 1976 w Kędzierzynie-Koźlu) – polska urzędniczka państwowa i dyplomatka. W latach 2013–2015 i od 2024 podsekretarz stanu w Ministerstwie Spraw Zagranicznych, w latach 2015–2020 ambasador w Danii.

## Życiorys
Absolwentka I Liceum Ogólnokształcącego w Kędzierzynie-Koźlu. Ukończyła studia w zakresie prawa oraz filologii klasycznej na Uniwersytecie Śląskim w Katowicach. W ramach stypendium przebywała na Uniwersytecie w Trewirze (1998). W 2007 na Wydziale Prawa i Administracji Uniwersytetu Warszawskiego na podstawie napisanej pod kierunkiem Zdzisława Galickiego pracy zatytułowanej Wspólna polityka zagraniczna i bezpieczeństwa Unii Europejskiej – aspekty prawne i instytucjonalne uzyskała stopień doktora nauk prawnych w zakresie prawa. Specjalizuje się w zagadnieniach z zakresu prawa międzynarodowego publicznego.
Od 2002 zawodowo związana z resortem spraw zagranicznych, kiedy to rozpoczęła aplikację dyplomatyczno-konsularną. W 2003 pracowała w biurze komisarza ds. demokratycznego rozwoju Rady Państw Morza Bałtyckiego w Kopenhadze. Była m.in. naczelniczką Wydziału Koordynacji w Departamencie Unii Europejskiej MSZ (2006–2007), pełniła funkcję I sekretarza i radcy Ambasady RP w Berlinie (2007–2011). W 2011 objęła stanowisko zastępczyni dyrektora Departamentu Polityki Europejskiej, a w sierpniu następnego roku stanęła na czele tegoż departamentu. Wchodziła również w skład rady Fundacji Współpracy Polsko-Niemieckiej (2011–2016).
16 kwietnia 2013 została podsekretarzem stanu w Ministerstwie Spraw Zagranicznych ds. parlamentarnych, polityki europejskiej i praw człowieka. W lipcu 2015 powołana na ambasadora RP w Danii. Listy uwierzytelniające złożyła 13 listopada 2015. Odwołana z dniem 15 września 2020. W tym samym miesiącu objęła kierownictwo Biura Inwestycji MSZ, którym kierowała do stycznia 2024.
10 stycznia 2024 ponownie została powołana na urząd podsekretarza stanu w MSZ. W zakres jej kompetencji weszły: problematyka konsularna, prawno-traktatowa i Polonii, programowanie i koordynacja promocji Polski, dyplomacja publiczna i kulturalna.

## Życie prywatne
Córka Bronisława i Elżbiety. Zamężna z Markiem Dendysem. Zna język angielski, niemiecki, rosyjski, łacinę i grekę. Posługuje się także językiem włoskim i duńskim.

## Odznaczenia
Polskie
- 2012 – Złoty Krzyż Zasługi (za zasługi w służbie zagranicznej i działalności dyplomatycznej)[16]
- 2021 – Odznaka Honorowa „Bene Merito”[17]
- 2022 – Krzyż Kawalerski Orderu Odrodzenia Polski (za wybitne zasługi w działalności na rzecz wzmacniania bezpieczeństwa energetycznego Polski)[18][19]

Zagraniczne
- 2014 – Order Krzyża Ziemi Maryjnej II klasy (Estonia)[20]
- 2014 – Krzyż Wielki Orderu Zasługi Republiki (Włochy)[21]
- 2020 – Krzyż Komandorski Orderu Danebroga (Dania)[22]